# Pereskiopsis diguetii
Pereskiopsis diguetii es una especie de planta fanerógama de la familia Cactaceae. 

## Distribución
Esta especie es endémica de México, donde se distribuye en los estados de Guanajuato, Guerrero, Jalisco, México, Michoacán, Morelos, Nayarit, Querétaro y Oaxaca. Crece en altitudes desde el nivel del mar hasta 1800 m snm.

## Descripción
Pereskiopsis diguetii crece densamente arbustiva, la ramificación desde la base y alcanza un tamaño de 1 a 2 metros de altura. El tronco apenas se ve. Los brotes suaves, verde rojizos tienen un diámetro de 4-8 mm. Las hojas elípticas a ovadas en forma de cuña la base. Es de 2 a 6 centímetros de largo y de 1,5 a 3 centímetros de ancho. Los blanquecinas areolas están ocupadas con gloquidios lanosos, algunos cabellos y algunas espinas. Los gloquidios son de hasta 0,2 milímetros de tamaño. Los flores amarillas alcanzan un diámetro de 3,2 a 4,5 centímetros y son 3-7,5 centímetros de largo. Su suave y esponjoso pericarpio está provisto de brácteas. Los frutos con obovadas, de naranja a amarillo y a veces rojos. Tienen diámetros 1-1,6 centímetros, miden 2,5-7 mm de largo y están cubiertos con abundantes gloquidios.

## Cultivo
Pereskiopsis diguetii es la especie más utilizada al realizar injertos de plántulas de cactus. Sus raíces muy fácilmente pueden soportar tanto riegos frecuentes como poco frecuentes. La temperatura media mínima de esta planta puede soportar es de 12 °C.

## Taxonomía
Pereskiopsis diguetii fue descrita por (DC.) Britton & Rose y publicado en Smithsonian Miscellaneous Collections 50: 332. 1907.
Etimología
Pereskiopsis: nombre genérico compuesto que deriva de las palabras griegas: "opsis" = similar y Pereskia un género de la familia.
Sinonimia
- Grusonia diguetii (F.A.C.Weber) G.D.Rowley
- Opuntia diguetii F.A.C.Weber
- Opuntia spathulata (Otto ex Pfeiff.) F.A.C. Weber
- Pereskia spathulata Otto ex Pfeiff.
- Pereskiopsis spathulata (Otto ex Pfeiff.) Britton & Rose
- Pereskiopsis velutina Rose[6]